# Бирюков, Михаил Алексеевич
Михаил Алексеевич Бирюков (14 октября 1903 — 1 февраля 1966) — украинский советский писатель, драматург и журналист, военный корреспондент. Известен как автор пьесы «Солдат вернулся домой» в 1961 году поставленной московским Театром Сатиры в переводе с украинского языка под названием «Яблоко раздора», а через год экранизированной киностудией «Мосфильм».

## Биография
Родился 14 октября 1903 года в с. Новосветловка Екатеринославской губернии в семье рабочего. В 17 лет поступил чернорабочим на котельный завод.
С 1923 по 1926 год проходил срочную службу в Красной Армии.
После демобилизации работал заведующим сельским домом культуры, актёром, журналистом.
Занимался литературной деятельностью, выпустил несколько книг стихов, был принят в Союз писателей СССР.

### В годы войны
Участник Великой Отечественной войны с июня 1942 года. Начинал рядовым, последнее звание — гвардии ст. лейтенант. В 1944 году на фронте вступил в ВКП(б).
Был корреспондентом, инструктором-литератором, секретарём и заместителем редактора корпусной газеты «Конногвардеец» 3-го гвардейского кавалерийского корпуса.
Участвовал в обороне Харькова, освобождении Украины, разгроме фашистских войск на территории Германии.

Как писатель в ходе боевых операций много сделал, чтобы каждая строчка газеты призывала войнов на новые подвиги. 
Его стихи и очерки воспитывали в бойцах непреклонную веру в Победу.— из наградного листа на Орден Отечественной войны II степени, 11 марта 1945
Награждён орденами Красной Звезды (16.10.1943) и Отечественной войны II степени (18.03.1945), медалью «За оборону Сталинграда».

### После войны
После войны работал в журнале «Советский Львов» — начальник отдел прозы, ответственный секретарь и заместитель главного редактора.
Был специальным корреспондентом газеты «Львовская правда», руководил отделом сатиры и юмора в газете «Свободная Украина».
Умер 1 февраля 1966 во Львове.

## Творчество
Первый рассказ «Низменность» был опубликован в газете «Известия» в 1928 году. С тех пор его стихи, рассказы, очерки, фельетоны, пьесы печатались на страницах многих журналов и газет.
В 1930-е годах опубликовал книги стихов: «Сборник стихотворений» (1931) и «Даёшь пролетарский мажор» (1931), пьесы «Работфоновец» (1929) и «Анна Яворенко» (1935).
После войны опубликовал сборники рассказов и очерков: «Беспокойный человек» (1947), «Светится день» (1949), «На высокой полонине», «Две судьбы» (оба — 1953).
Автор комедии «Солдат вернулся домой», которую в 1961 году поставил московский Театр сатиры под названием «Яблоко раздора», а через год экранизировала киностудия «Мосфильм».